# Yimeng Shan
Yimeng Shan (chinesisch 沂蒙山, Pinyin Yíméng Shān) ist ein Gebirge auf dem Gebiet der bezirksfreien Stadt Linyi 临沂市 im Süden der chinesischen Provinz Shandong.
Es besteht aus zahlreichen Hügeln. Zu den höchsten davon zählen Yishan 沂山, Mengshan 蒙山, Beidashan 北大山, Lushan 芦山 und Menglianggu 孟良崮. Es ist der Schauplatz der Volksweise Yimeng Shan xiaodiao 沂蒙山小调.
Das Yi-Shu-Si-Flussnetz (沂沭泗河水系,  Yi-Shu-Si He shuixi) mit den namensgebenden Flüssen Yi He (沂河), Shu He (沭河) und Si He (泗河) hat hier seine Ursprünge. Die Flüsse fließen südwärts in Richtung der Provinz Jiangsu und münden ins Gelbe Meer.

## Yimengshan National Geopark
Hier befindet sich der Yimengshan National Geopark (沂蒙山国家地质公园).

## Yimengit
Das 1980 entdeckte Mineral Yimengit (沂蒙矿) wurde zuerst in den gleichnamigen Yimeng-Bergen entdeckt (Typlokalität).